# Aralosaurus tuberiferus
Aralosaurus tuberiferus ("reptil del Mar de Aral portador de tubérculo") es la única especie conocida del género extinto Aralosaurus de dinosaurio ornitisquio hadrosáurido, que vivió a finales del período Cretácico, hace 75 millones de años en el Campaniense, en lo que es hoy Asia. Sus fósiles han sido descubiertos en Kazajistán cerca del Mar de Aral.
Aralosaurus era herbívoro, y medía aproximadamente entre 6 y 9 metros de longitud, contaba con más de 1000 dientes dispuestos en 30 filas. Lo que le ayudaba a masticar las duras ramas que comía, masticándolas, una característica común en dinosaurios ornitópodos, pero inusual para los reptiles. Con solo un cráneo conocido es muy poco lo que se conoce sobre este animal. La parte posterior el cráneo era ancha, una característica que sugiere grandes músculos de la quijada usados para accionar su aparato de masticación. La aparición de nidos con huevos demostraría que vivió en manadas y tenía lugares para anidar donde estarían seguros. Al principio se consideraba que estuviera relacionado con los saurolofinos Gryposaurus o Maiasaura, pero análisis filogenéticos recientes lo colocan cercano a Canardia dentro de Lambeosaurinae, formando la tribu Aralosaurini.